# Distimake cissoides
Distimake cissoides ist eine Pflanzenart der Gattung Distimake aus der Familie der Windengewächse (Convolvulaceae). Die Art ist natürlicherweise im mittleren bis nördlichen Südamerika bis nach Mexiko und auf den Westindischen Inseln verbreitet, heute aber fast weltweit in tropischen Breiten verschleppt und eingebürgert worden.

## Beschreibung
Distimake cissoides ist meist eine krautige Kletterpflanze. Sie kann teilweise einen ausdauernden, verholzenden Wurzelstock ausbilden, aus dem jedes Jahr neue Triebe entspringen, bleibt aber in anderen Regionen einjährig. Der krautige, windende Spross erreicht drei bis vier Meter, in anderen Regionen bis zu sechs Meter Länge. Er erreicht etwa 1,2 bis 1,8 Millimeter Durchmesser und ist meist rund, teilweise etwas kantig, oft etwas gerippt. Er ist rau behaart, oft zusätzlich drüsenhaarig. Die wechselständigen Laubblätter sind drei bis fünf Zentimeter lang gestielt, die Blattspreite ist handförmig in fünf elliptische bis lanzettliche, meist (2–) 3 bis 5 cm (in Argentinien bis 8,8 cm) lange Teilblättchen geteilt. Die Blättchen sind kurz gestielt, spitz bis zugespitzt, oft stachelspitzig, ihr Rand schwach gezähnt, wellig oder ganzrandig. Die Blätter können beidseitig entweder spärlich angedrückt oder rau behaart, drüsenhaarig oder seltener kahl sein, oft mit an den Blatträndern und der Unterseite konzentrierten Drüsenhaaren.
Die Blüten stehen in wenigblütigen (bis zu sieben) zymösen, achselständigen Blütenständen, selten einzeln. Blütenstands- und Blütenstiele sind durch Drüsen klebrig, die Blütenstandsstiele sind meist etwas länger als die Blütenstiele. Die Kelchblätter sind 1 bis 1,5 cm lang, untereinander gleich lang oder die äußeren wenig länger, eiförmig oder lanzettlich-eiförmig, lang zugespitzt und klebrig behaart. Die trichterförmige Krone ist weiß (selten auch rosa, etwas gelblich oder mit purpurnem Zentrum) und (1,5–) 2 bis 3 cm (–3,5 cm) lang.
Die Früchte sind (selten drei- bis) vierfächerige Kapseln, sie sind braun gefärbt mit (4–) 6 bis 8,5 mm Durchmesser. In ihnen befinden sich dunkle, behaarte Samen.

## Verbreitung
Die Art ist von Mexiko über Guatemala, Britisch-Honduras, El Salvador und Costa Rica bis nach Südamerika verbreitet. Südlich kommt sie vor bis in Argentiniens nördliche Provinz Misiones. In Brasilien kommt sie nahezu im gesamten Land (mit Ausnahme von Santa Catarina im Süden) vor.  Auf den Westindischen Inseln wird sie angegeben für Kuba, Puerto Rico (im Osten), Tortola, Antigua und Barbuda, Guadeloupe und Trinidad and Tobago. Von dort wurde sie als Zierpflanze in viele Länder mit tropischem Klima auch in der Alten Welt eingeführt, ist dort verwildert und heute als Neophyt eingebürgert, so etwa nach Indien (Westbengalen), Sri Lanka, Papua-Neuguinea und Thailand. Sie ist hier aber generell seltener und weniger verbreitet als eine Reihe verwandter Arten. So ist sie in Indien, wo sie schon Anfang des 19. Jahrhunderts in Botanische Gärten eingeführt worden war, erst 1992 das erste Mal verwildert gefunden worden. In Afrika sind verwilderte Vorkommen nur in Benin bekannt. In Nordamerika wurde sie (selten) nach Florida eingeschleppt.
In Südamerika kommt Distimake cissoides auch in ungestörten Habitaten vor, so in Venezuela an Waldrändern bis in 300 Meter Meereshöhe Meist bevorzugt sie aber gestörte und ruderale Lebensräume (so in Brasilien), sie wird angegeben an Straßenrändern, in Äckern und auf Müllplätzen.

## Phylogenie, Taxonomie, Systematik
Die Art wurde von Jean-Baptiste de Lamarck im Jahr 1793 als Convolvulus cissoides erstbeschrieben. Sie wurde danach lange Zeit in der Gattung Merremia geführt, in die sie von Johannes Gottfried Hallier 1893 transferiert worden war. Die Monophylie der Gattung Merremia war aufgrund ihrer morphologischen Variabilität schon längere Zeit bezweifelt worden, bei genetischen Untersuchungen war sie dann gegenüber anderen Arten der Tribus Merremieae nicht monophyletisch und wurde daher aufgespalten. Für die Artengruppe wurde 2017 die Gattung Distimake neu aufgestellt. Im Jahr 2017 umfasste Distimake 35 Arten mit Verbreitung im tropischen Amerika, Afrika, mit einigen Arten in Ostasien und Nordaustralien, wobei einige bisher noch unbeschriebene Arten vermutet werden.